# الصقر المزدوج
الصقر المزدوج (ويُحتمل أيضًا أن يكون دجو، نبوي، هروي، وهوروي) كان حاكمًا لمصر السفلى من فترة نقادة الثالثة. ويُحتمل أنه حكم خلال القرن 32 قبل الميلاد. مدة حكمه غير معروفة.

## الإثبات
في عام 1910، اكتشف عالم المصريات جان كليدا أول دليل على وجود الصقر المزدوج. كان كليدا يُجري حفريات في المحمودية في شمال غرب دلتا النيل، عندما جلب له فلاح جرة وبعض الشظايا المحفورة التي عثر عليها أثناء زراعة نخيل في منطقة قريبة تُعرف بالبدع. وبعد فحص الموقع، اكتشف كليدا أربعة سرخات للصقر المزدوج.
أما الإثبات التالي لوجود الصقر المزدوج، فقد اكتُشف في عام 1912 خلال حفريات أجراها هيرمان يونكر في موقع طرة، حيث عُثر على جرة كاملة داخل قبر تحمل سرخًا يعلوه صقران.
كذلك تم العثور على سرخات للصقر المزدوج في شبه جزيرة سيناء، وفي تل إبراهيم عوض شرقي الدلتا، وفي أديمه وأبيدوس في صعيد مصر، وفي محجر بلمهيم جنوبي فلسطين.
تشير كثافة سرخات الصقر المزدوج في مصر السفلى وشمال غرب سيناء إلى أن حكمه ربما اقتصر على هذه المناطق. ومع ذلك، فإن الانتشار الجغرافي الأوسع لـسرخاته، لا سيما في صعيد مصر وجنوب بلاد الشام، يُلمّح إلى أن النفوذ البعيد المدى لملوك نقادة الثالثة كان قد بدأ مع نهاية هذه الفترة، سواء من خلال التجارة أو الحرب.
إذا كانت النقوش على الوجه الأمامي من لوحة ليبيا هي في الواقع أسماء ملكية، فقد يكون الصقر المزدوج مذكورًا إلى جانب عقرب الأول أو عقرب الثاني في الصف الثاني من الرموز المنقوشة.

## الاسم
يُعَد السرخ الخاص بالصقر المزدوج فريدًا في تصميمه وتكوينه. أولًا، هو السيرخ الوحيد الذي تعلوه صقران يمثلان حورس، يواجه أحدهما الآخر. ثانيًا، لا يحتوي السيرخ على خانة اسم، بل هو ممتلئ بالخطوط العمودية التي تمثل عادة الواجهة المحززة لقصر. كما يفتقر السرخ إلى الخط الأفقي الذي يفصل واجهة القصر عن اسم الحاكم في الأعلى. وأخيرًا، يقف كل صقر على قمته الخاصة. وقد عُثِر على ما يسمى بـ"سرخات مجهولة" بشكل متكرر إلى حد ما في جميع أنحاء مصر العليا والسفلى، حتى أن بعضها عُثِر عليه في رفح الواقعة في جنوب فلسطين. تم اكتشاف العديد منها في قبور أبيدوس، وتحديدًا في المقبرتين U-s وU-t. بالإضافة إلى سرخ الصقر المزدوج الأصلي، عثر م. ج. كليدا على عدد من السرخات الأخرى ذات التصميم المشابه من قطع أثرية في البدع، أحدها افترض أنه يمثل اسم ملكة، "كا-نيث". أما بخصوص الصقر المزدوج، وهو فرعون، فيعتقد كليدا وزملاؤه علماء المصريات غونتر دراير وإدوين فان دن برينك أن هناك رمزية أعمق تفسر هذه الخصوصيات. فقد يمثل الصقران مصر السفلى وسيناء، إذ يبدو أن الصقر المزدوج حكم هذين الإقليمين. ويعتقد دراير أن الصقرين يقفان على تمثيل لعلامة "الجبل"، N26 في قائمة جاردنر: 
| N26 |

 ويقرأ الاسم على أنه دجو (ḏw)، بحيث يُمثَّل اسم الملك بصقرين على جبال تعلو سرخًا عاديًا. وعلى النقيض من ذلك، يقرأ أليخاندرو خيمينيز سيرانو الاسم على أنه نبوي (nb.wy)، "السيدان الاثنان"، ويرى تشابهًا مع لوحة تجميلية أقدم بكثير معروضة في متحف باربييه-مولر بجنيف.